# Косколь (Каракулский сельский округ)
Косколь (каз. Қоскөл) — село в Каратобинском районе Западно-Казахстанской области Казахстана.  Код КАТО — 275039400.

## Население
В 1999 году население села составляло 475 человек (259 мужчин и 216 женщин). По данным переписи 2009 года, в селе проживал 271 человек (161 мужчина и 110 женщин).